# Грозненський державний нафтовий інститут
Грозненський нафтовий інститут - створений в 1929 р.

## Напрямки діяльності
Основна наукова спрямованість:
- вивчення глибинної будови території північного Кавказу і Передкавказзя,
- дослідження питань механіки руйнування гірських порід,
- дослідження техніки буріння і кріплення глибоких і надглибоких свердловин;
- синтез цеолітів і цеолітоутримуючих каталізаторів та розробка на їх основі адсорбційних і каталітичних процесів та ін.

## Структура
У складі інституту до чеченських війн було 8 факультетів, у тому числі геологорозвідувальний, нафтопромисловий, нафтомеханічний, нафтотехнологічний; аспірантура.
На початку XXI ст. робляться спроби відновити роботу вузу.